# Okanaganmeer
Het Okanaganmeer is een lang, smal meer in de Canadese provincie Brits-Columbia. Het meer is 135 km lang, heeft een breedte van tussen de 4 en de 5 km en heeft een oppervlakte van 351 km².
Volgens een legende zou Ogopogo, een fabelmonster, zich in dit meer schuilhouden.

## Zie ook

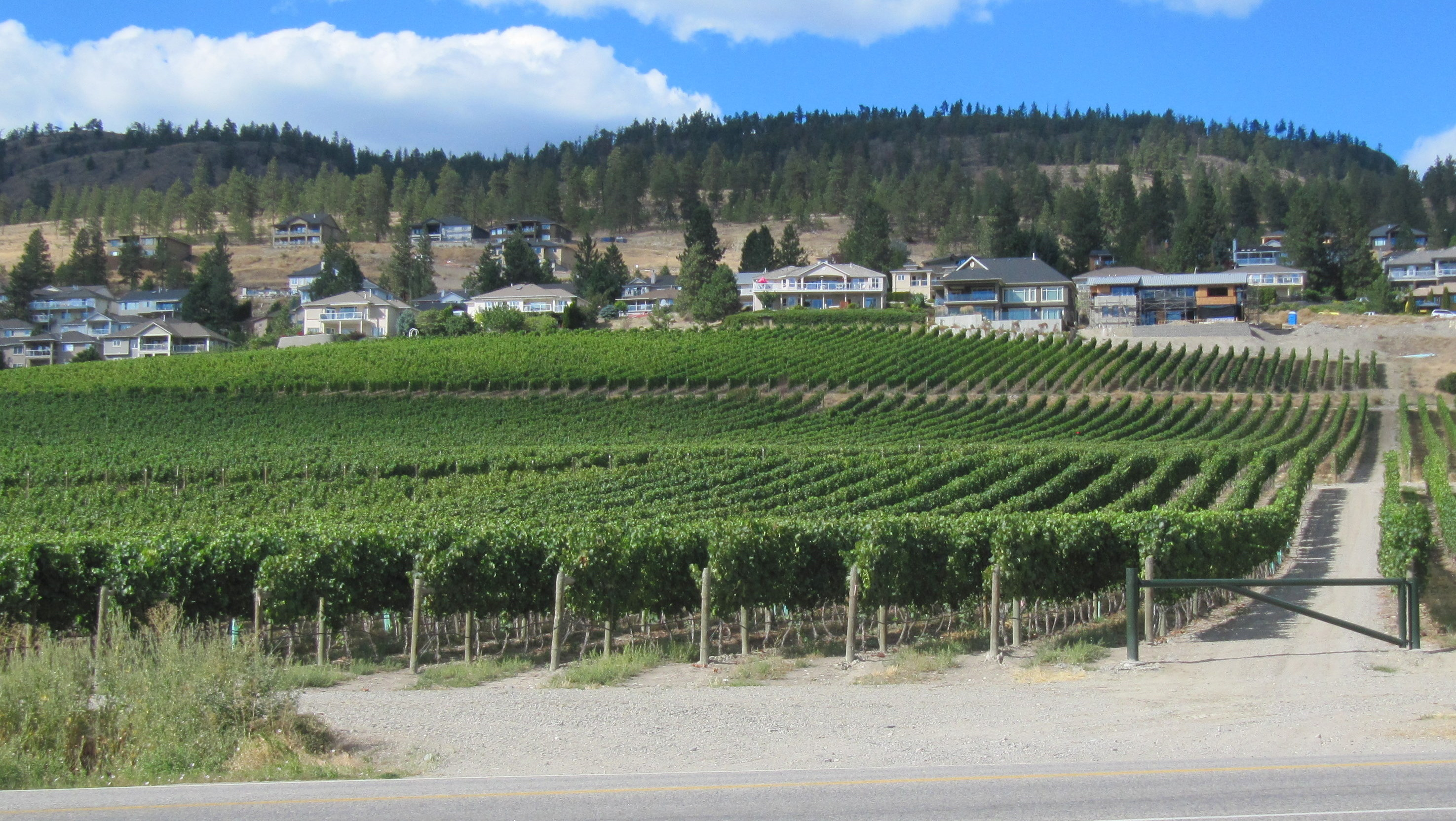
Wijngaarden aan het Okanagan-meer